# Анестезия
Анестезия (на латински: anaesthesia) е дума от гръцки произход и означава безчувственост (към допир, натиск, температура, в това число и болка). Днес с този термин се означава съвкупност от действия за обезболяване в медицинската практика за извършване на болезнени оперативни, лечебни и диагностични процедури.

## Видове анестезия
Обща анестезия – използват се медикаменти (анестетици), с които се потиска функцията на централната нервна система (ЦНС), при което пациентът загубва съзнание (заспива).
Регионална анестезия – в различни части на тялото се инжектират медикаменти (локални анестетици), които временно прекъсват предаването на нервните импулси от оперативната зона към мозъка.
Съществуват и други видове анестезия, които не се прилагат рутинно, защото не винаги са възпроизводими и обезболяването при тях невинаги е достатъчно за извършване на съответната манипулация. Такива са: електроанестезия, хипноанестезия и акупунктурна анестезия.

## Обща анестезия

### Обща инхалационна анестезия
Анестезията се постига чрез подаване на газова смес, съдържаща кислород и анестетик. Инхалационните анестетици са газове – двуазотен окис (райски газ) и течни летливи органични халогенизирани въглеводороди, които се изпаряват и се подават към газовата смес. Такива са: диетилов етер (не се използва), халотан, изофлоран, севофлоран.
В зависимост от начина на подаване на анестетиците се дели на:
- маскова – газовата смес се подава посредством лицева или ларингеална маска;
- интубационна – в дихателните пътища на пациента се поставя тръба за подаване на газовата смес и за свързване на пациента към анестезиологичния апарат;
- ендотрахеална – тръбата е поставена в трахеята;
- ендобронхеална – извършва се чрез различни тръби, с помощта на които газовата смес се подава в главните бронхи (най-често тръба на Карленс). Този тип анестезия се използва в случаите, когато се отваря гръден кош или операции с пневмоторакс.

### Обща венозна анестезия
Класификацията на венозната анестезия се извършва в зависимост от групата на медикамента, който се използва. Бива следните видове:
- барбитурова – използват се препаратите: Тиопентал, Бревитал, Хексобарбитал и други (тио- и окси- барбитурати);
- бензодиазепинова – използват се препарати от групите: Диазепам, Мидазолам (Дормикум), Флунитразепам (Рохипнол) и др.;
- опиоидна – медикаментите са от опиоиди: Морфин, Фентанил, Петидин (Лидол) и др.;
- оксибутирова – съдържа един медикамент: Гамаоксимаслена киселина (Гамаоксибутират);
- епонтолова – с основен представител: Епонтол (Сомбревин);
- стероидна – с основен представител: Пропофол (Диприван, Профол, Пропофол-Липуро и др.) – това е шлагерът в съвременната венозна анестезия;
- кетаминова – използва се препаратът Кетамин (Кеталар, Кетанест, Калипсол), който е производен на медикамента LSD (ЛСД). Предизвиква т.нар. дисоциативна анестезия;
- етомидатова – препаратът е Етомидат (Раденаркон).

### Обща балансирана анестезия
При балансираната анестезия се използват различни съчетания от венозни анестетици, газови смеси, съдържащи кислород, двуазотен окис и халогенизиран въглеводород (халотан, изофлуран или севофлоран) и мускулни релаксанти. Тези комбинации позволяват да се избегнат страничните ефекти на всеки един медикамент, чрез използване на няколко медикамента в по-малки дози. Така действията им се потенцират взаимно за постигане на добро ниво на анестезия, както и за бързо събуждане, тъй като относително малките дози на тези медикаменти бързо се елиминират.
Вида, дозата и съчетанието на анестетиците при балансираната анестезия се определят от анестезиолога, съобразно вида на операцията, продължителността и възрастта на пациента и придружаващите го заболявания.

## Регионална анестезия

### Контактна анестезия
Използват се препарати с много ниска температура на изпарение, които при допир с кожата я охлаждат. Ниската температура действа обезболяващо. Такъв препарат е Chloraethyl. Контактна анестезия се получава и при контакт на анестетик с лигавиците. Такива са Дикаин за обезболяване при накапване в очите, особено при „осветяване“, Лидокаин (Lidocain Spree 10%) – ползва се в УНГ практиката и т.н.

### Инфилтративна анестезия
Локалният анестетик се инжектира (инфилтрира) в зоната на оперативното поле, като така прекъсва болевите импулси на ниво рецептори.

### Нервни блокове
Локалният анестетик се инжектира около нерва, който инервира оперативната зона. Нервните блокове са много, в зависимост кой нерв се блокира.

### Спинална анестезия
Анестетикът се инжектира в спиналното пространство. Там се намират спиналните нерви. При тази анестезия се получава ниво на обезболяване. Използва се в урологията, гинекологията, съдовата хирургия на долните крайници и при операции в долната половина на корема.

### Епидурална (Сегментна анестезия)
Анестетикът се въвежда извън твърдата мозъчна обвивка (dura mater) в т. нар. епидурално пространство. При тази анестезия се блокират един или повече сегмента на гръбначния мозък. Тя бива:
- епидурална едноактна – анестетикът се инжектира еднократно в епидуралното пространство;
- епидурална продължителна – поставя се специален катетър в епидуралното пространство и през него може да се добавя анестетик, колкото е необходимо; тази анестезия може да обезболява пациента и в следоперативния период дни наред.